# Listers och Sölvesborgs domsagas tingslag
Listers och Sölvesborgs domsagas tingslag var ett tingslag i Blekinge län i Listers och Sölvesborgs domsaga. Tingsplats var i Sölvesborg.
Tingslaget bildades 1 januari 1950 av Listers tingslag och domkretsen för rådhusrätten för Sölvesborgs stad vilka omfattade Listers härad och Sölvesborgs stad. Tingslaget upplöstes 1971 och verksamheten överfördes då till Listers och Sölvesborgs tingsrätt.